# Turbicellepora nodulosa
Turbicellepora nodulosa är en mossdjursart som först beskrevs av Lorenz 1886.  Turbicellepora nodulosa ingår i släktet Turbicellepora och familjen Celleporidae. Inga underarter finns listade i Catalogue of Life.